# Die Gegenwart
Die Gegenwart (en español El Presente, o El Actual) es una revista semanal alemana publicada en Berlín entre 1872 y 1931. La revista estaba dedicada a la literatura, el arte, la música, y en menor medida, a la política, economía y temas de actualidad.
Su fundador y primer director fue Paul Lindau Bismarck, al que sucedió en 1882 Theophil Lindau Zollinger hasta su muerte en 1901. Le sucedió Richard Nordhausen, hasta que en 1912 su último editor Heinrich Illgeinstein lo fusionó con Das Blaubuch (El libro azul). En sus últimos años, la revista ofreció una crítica feroz contra el nacionalsocialismo alemán y contra otras potencias fascistas europeas, especialmente el fascismo italiano de Mussolini.
La revista contó con diversos editores a lo largo de su vida, como Stilke (1872-1891), Verlag der Gegenwart (1892-1908), Hillger (1909-1911), Johnke (1912-1914), y Collignon (1915-1919), entre otros.